# Boone County (Nebraska)
Das Boone County ist ein County im US-Bundesstaat Nebraska. Der Verwaltungssitz (County Seat) ist Albion, das nach der gleichnamigen Stadt Albion in Michigan benannt wurde.

## Geographie
Das County liegt im mittleren Osten von Nebraska, ist im Norden etwa 90 km von South Dakota entfernt und hat eine Fläche von 1780 Quadratkilometern, wovon 1 Quadratkilometer Wasserfläche ist. Es grenzt an folgende Countys:
| Wheeler County | Antelope County | Madison County |
|                |                 |                |
| Greeley County | Nance County    | Platte County  |

## Geschichte

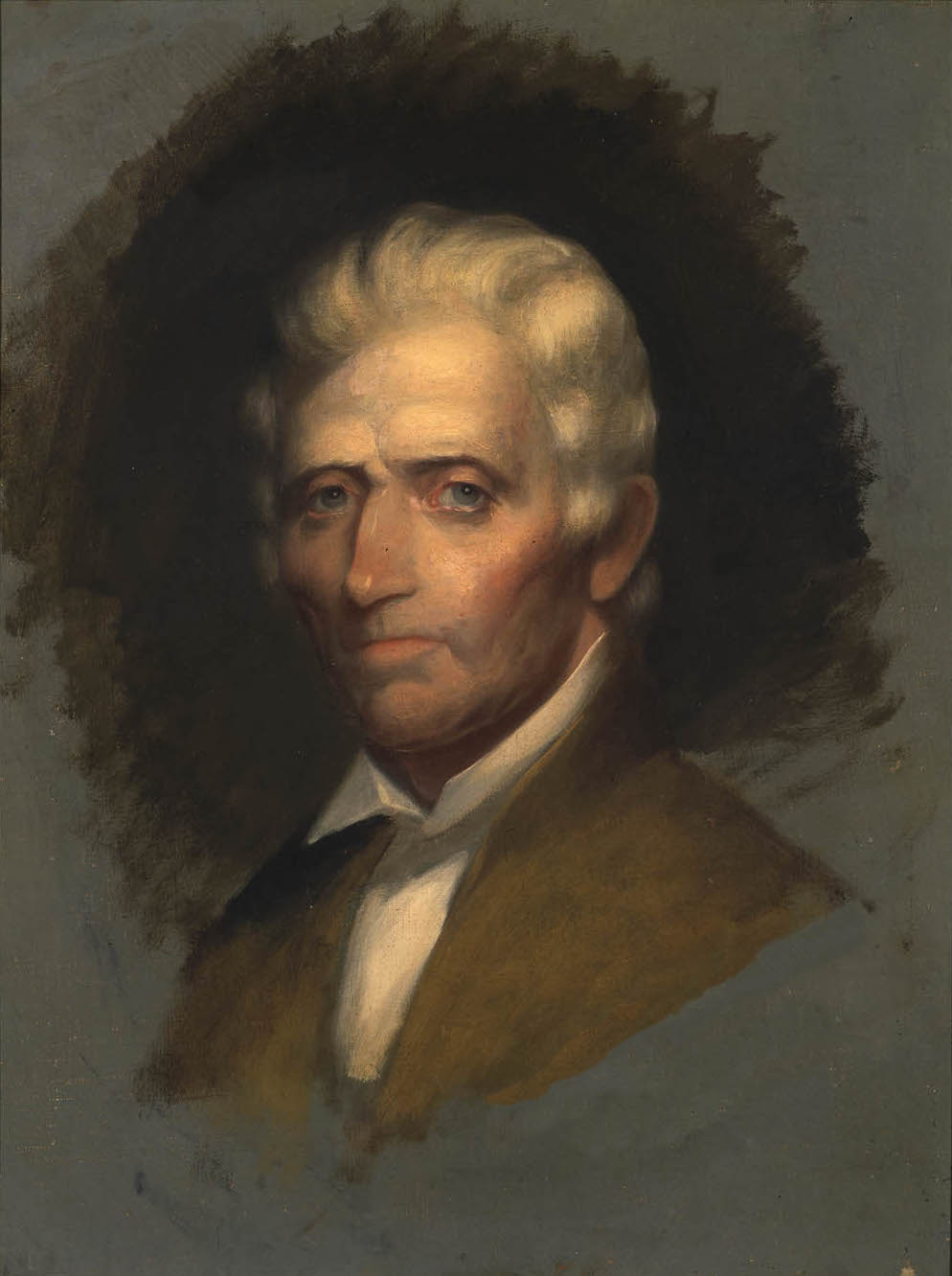
D. Boone

Das Boone County wurde 1871 aus als frei bezeichneten – in Wirklichkeit aber von Indianern besiedelten – Territorium gebildet. Benannt wurde es nach Daniel Boone (1734–1820), einem bekannten Pionier und Jäger aus Kentucky.
Fünf Bauwerke des Countys sind im National Register of Historic Places eingetragen (Stand 10. Februar 2018).

## Demografische Daten

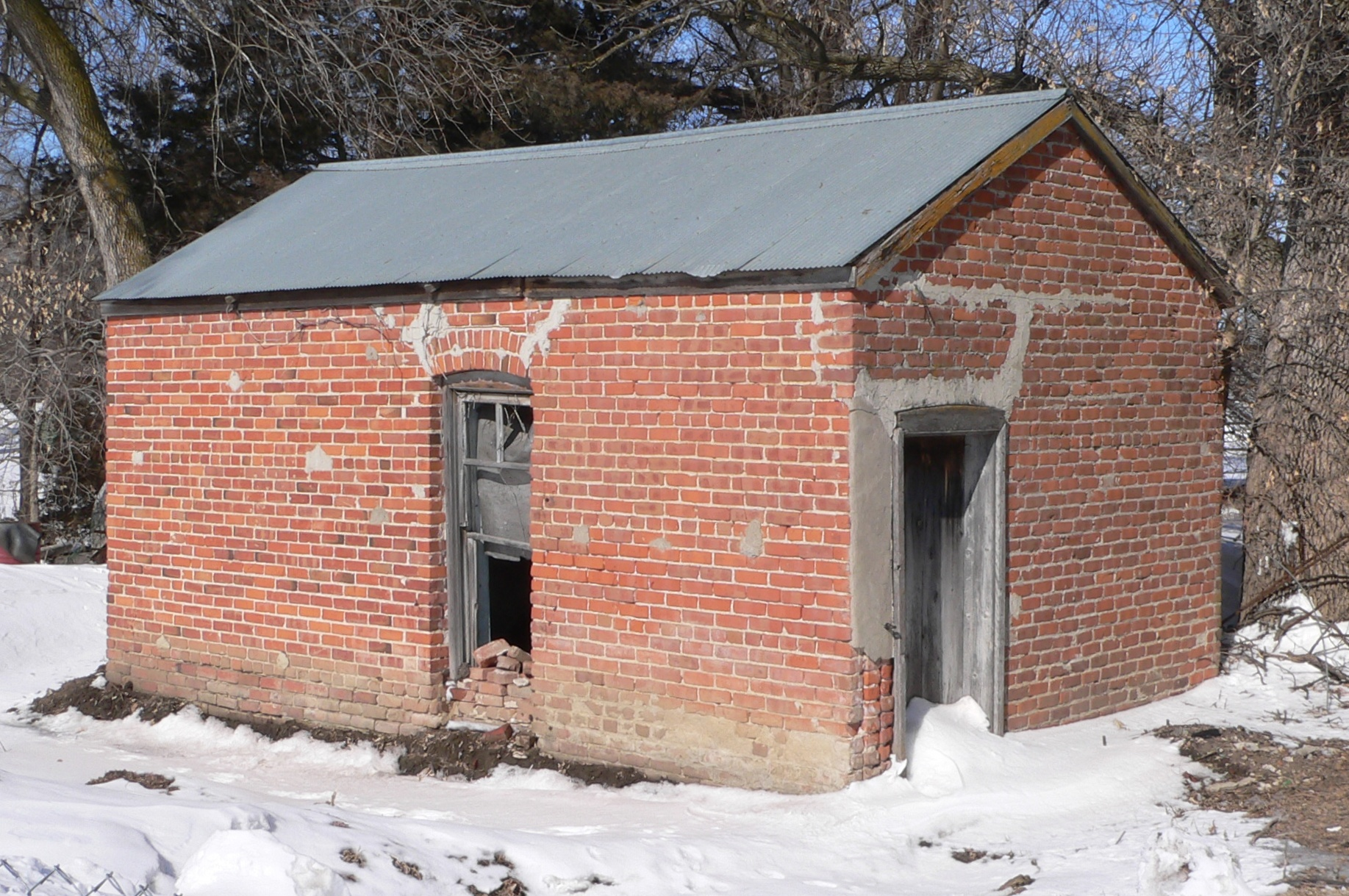
Ehemaliges Petersburg Jail, gelistet im NRHP

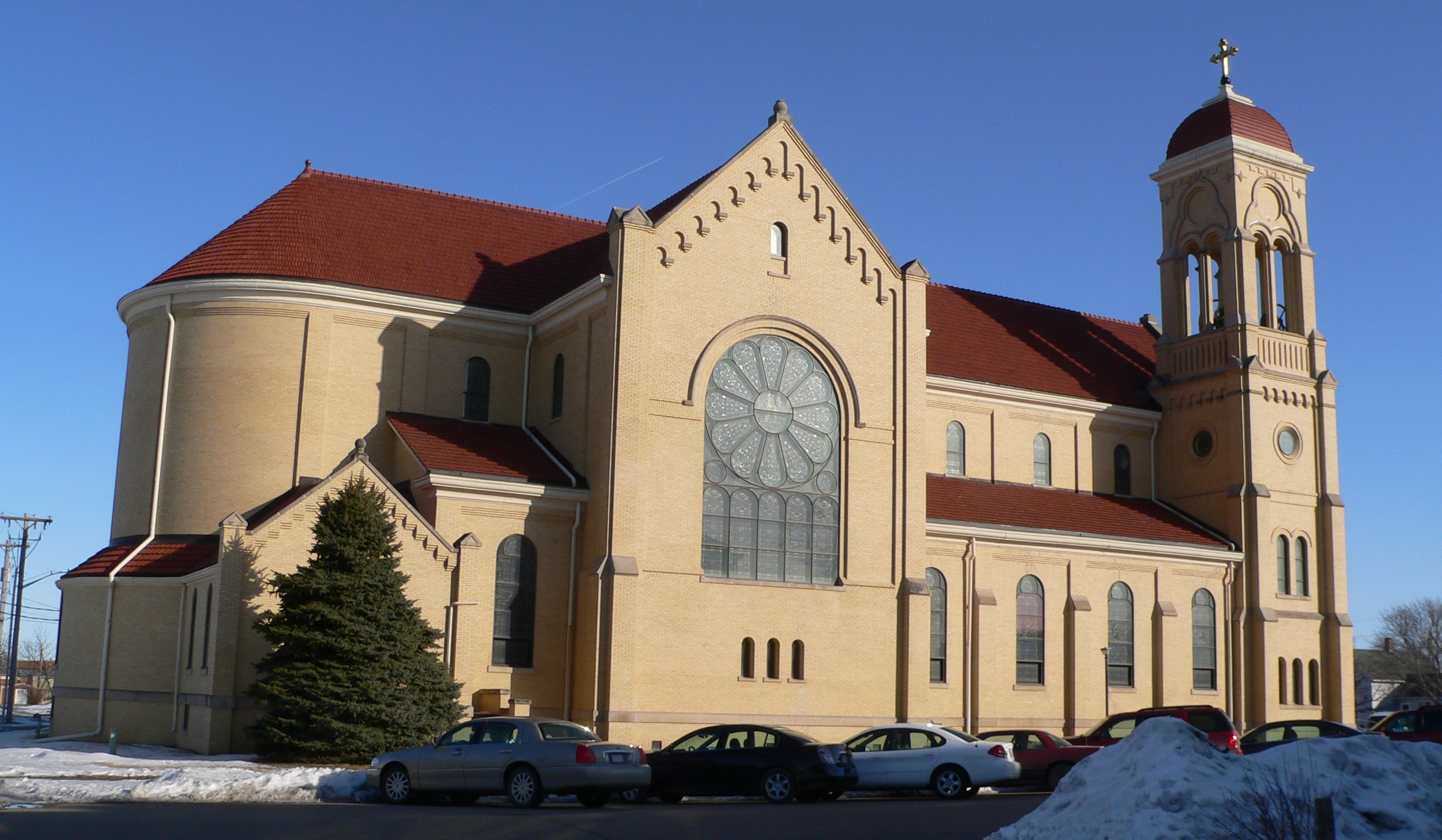
St. Anthony’s Church and School, gelistet im NRHP

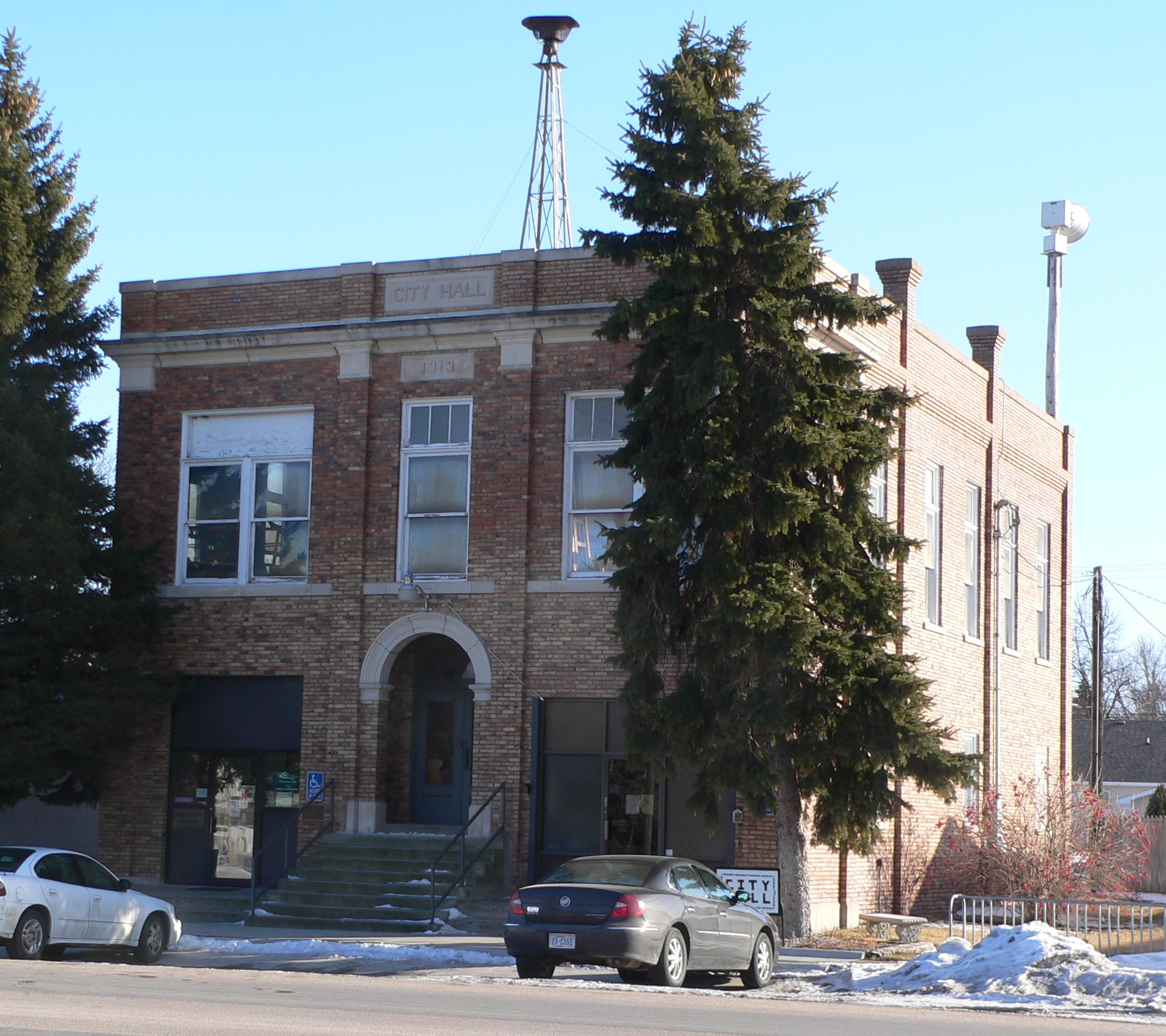
Cedar Rapids City Hall and Library, gelistet im NRHP

Nach der Volkszählung im Jahr 2000 lebten im Boone County 6259 Menschen. Davon wohnten 112 Personen in Sammelunterkünften, die anderen Einwohner lebten in 2454 Haushalten und 1700 Familien. Die Bevölkerungsdichte betrug 4 Einwohner pro Quadratkilometer. Ethnisch betrachtet setzte sich die Bevölkerung zusammen aus 99,3 Prozent Weißen und 0,4 Prozent aus anderen ethnischen Gruppen. 0,3 Prozent stammten von zwei oder mehr Ethnien ab. 0,9 Prozent der Bevölkerung waren spanischer oder lateinamerikanischer Abstammung, die verschiedenen der genannten Gruppen angehörten.
Von den 2454 Haushalten hatten 33,9 Prozent Kinder und Jugendliche unter 18 Jahre, die bei ihnen lebten. 60,8 Prozent waren verheiratete, zusammenlebende Paare, 5,5 Prozent waren allein erziehende Mütter, 30,7 Prozent waren keine Familien, 29,1 Prozent waren Singlehaushalte und in 16,5 Prozent lebten Menschen im Alter von 65 Jahren oder darüber. Die Durchschnittshaushaltsgröße lag bei 2,50 und die durchschnittliche Familiengröße bei 3,11 Personen.
Auf das gesamte County bezogen setzte sich die Bevölkerung zusammen aus 29,1 Prozent Einwohnern unter 18 Jahren, 5,0 Prozent zwischen 18 und 24 Jahren, 24,2 Prozent zwischen 25 und 44 Jahren, 21,4 Prozent zwischen 45 und 64 Jahren und 20,4 Prozent waren 65 Jahre alt oder darüber. Das Durchschnittsalter betrug 40 Jahre. Auf 100 weibliche kamen statistisch 99,1 männliche Personen. Auf 100 Frauen im Alter von 18 Jahren oder darüber kamen 96,4 Männer.

Das jährliche Durchschnittseinkommen eines Haushalts betrug 31.444 USD, das Durchschnittseinkommen der Familien betrug 38.226 $. Männer hatten ein Durchschnittseinkommen von 26.779 $, Frauen 18.438 $. Das Prokopfeinkommen betrug 15.831 $. 8,3 Prozent der Familien und 10,4 Prozent der Bevölkerung lebten unterhalb der Armutsgrenze. Darunter waren 11,7 Prozent der Kinder und Jugendlichen unter 18 Jahren und 11,6 Prozent der Einwohner im Alter ab 65 Jahren.

## Städte und Gemeinden
Citys
- Albion
- St. Edward

Villages
- Cedar Rapids
- Petersburg
- Primrose

Unincorporated Community
- Raeville